# بيمارستان غرناطة

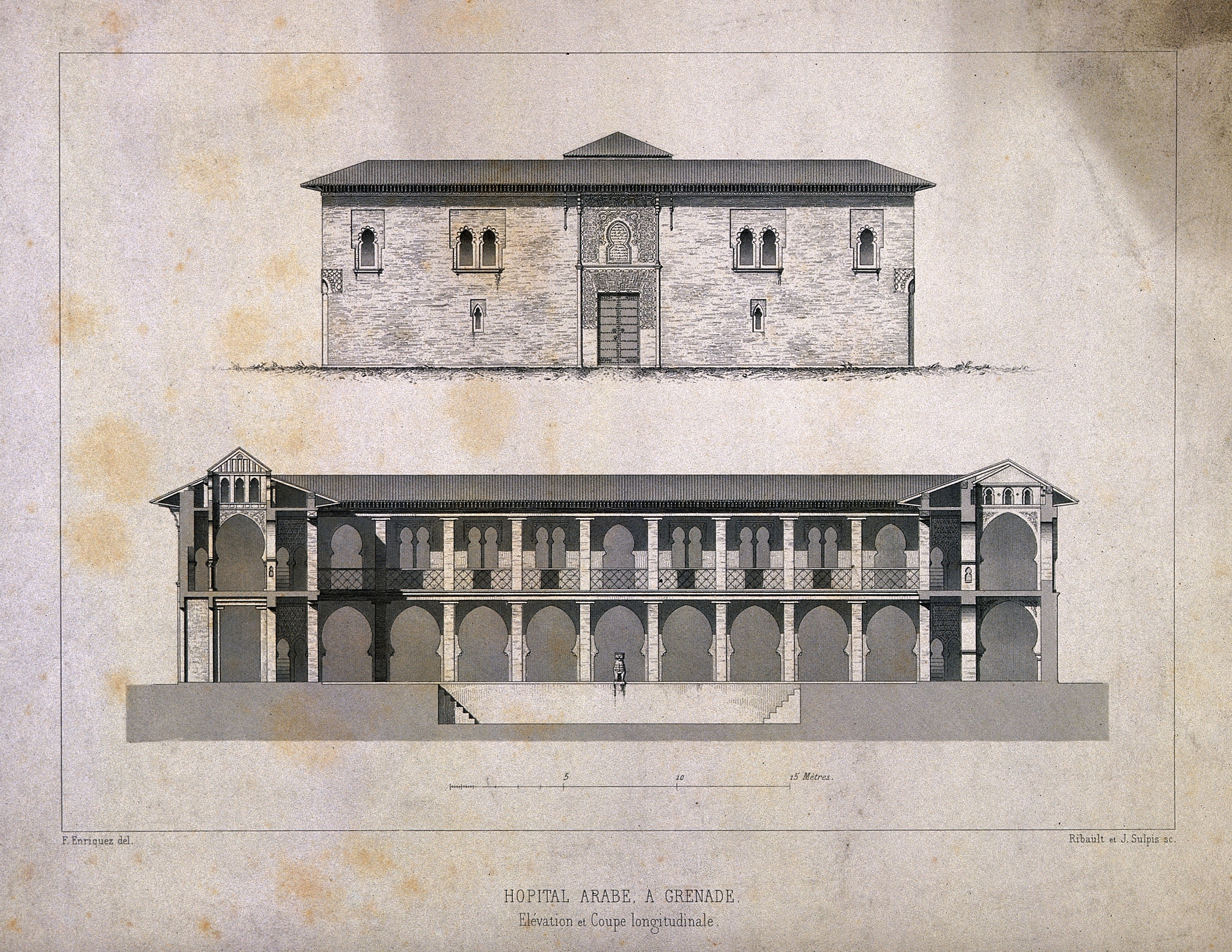
رسومات من القرن التاسع عشر لواجهة البيمارستان والمقطع العرضي له.

بيمارستان غرناطة واحدًا من أبرز المعالم الطبية في الأندلس خلال العصور الإسلامية، حيث مثّل مؤسسة صحية متقدمة أسسها النصريون في القرن الرابع عشر الميلادي. وقد خُصص في جزء كبير من تاريخه لعلاج الأمراض النفسية والعقلية، مما يجعله من أقدم المستشفيات المعنية بهذا المجال في أوروبا.

## التاريخ

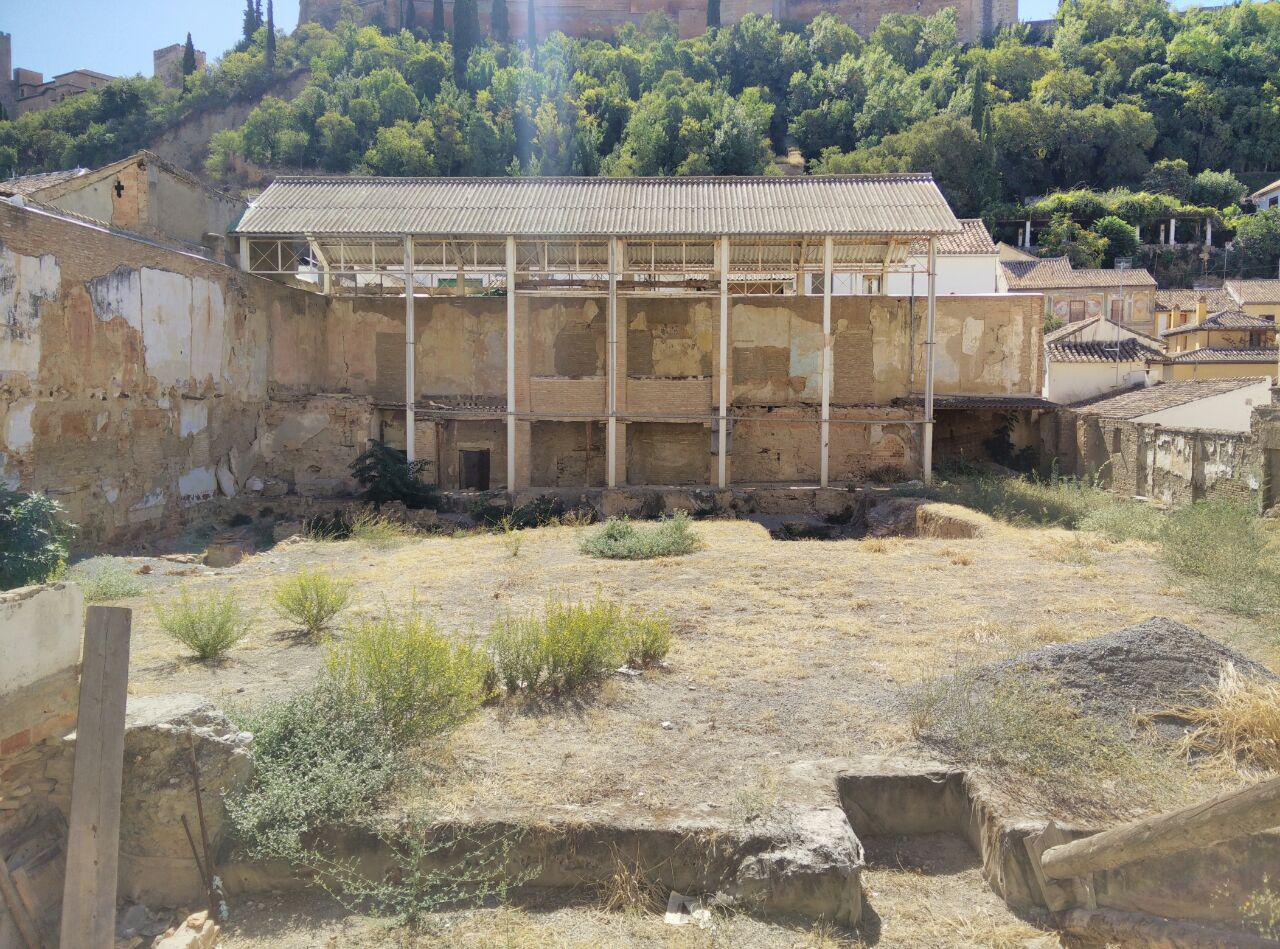
أطلال البيمارستان في عام 2015.

أُنشئ بيمارستان غرناطة بأمر من السلطان محمد الخامس النصري عام 1365م، واكتمل بناؤه في 1367م. وقد شُيّد في حي البياسين السفلي، على الضفة الشمالية لنهر «دارّو»، بالقرب من حمام اليازقة المعروف اليوم بـ «البانيويلو».
اشتهر المستشفى لاحقًا بتركيزه على علاج الأمراض النفسية، رغم أن خدماته الطبية كانت تشمل في بداياته مختلف أنواع الأمراض. ويُعد بذلك من أوائل المؤسسات الطبية في أوروبا التي اهتمت بالصحة النفسية، إذ لم تظهر مستشفيات أوروبية متخصصة في هذا المجال إلا في القرن الخامس عشر، مثل مستشفى «سيدة مريم البريئة» في فالنسيا، والذي يُعتبر أول مستشفى أوروبي مخصص للأمراض النفسية.
بعد سقوط الدولة الإسلامية في غرناطة عام 1492، تغيّر استخدام المبنى، حيث تم تحويله إلى دار سك العملة عام 1502، ثم وُضع تحت إشراف الرهبان المرسديين. وفي القرن الثامن عشر، تحوّل إلى مصنع للنبيذ، ثم إلى مجمع سكني، قبل أن يُهجر لاحقًا.

## العمارة والتصميم
عُرف تصميم المبنى من خلال الرسومات والخطط التي أعدها المهندس فرانسيسكو إنريكيز فيرير، والفرنسي جول غايلابو في القرن التاسع عشر، إضافة إلى الاكتشافات الأثرية الحديثة. وقد أظهرت الدراسات وجود تشابه كبير بين تصميم البيمارستان وخان «كورال ديل كاربون» المعروف اليوم في غرناطة.
جاء تخطيط المبنى على شكل مستطيل يبلغ طوله 38 مترًا وعرضه 26.5 مترًا، بُني من الطوب ومُغلف بالجص. وضم فناءً مركزيًا تحيط به أربع قاعات طويلة مستطيلة تتوزع على الجوانب، وتقسم بدورها إلى غرف صغيرة، إضافة إلى أربع قاعات مربعة في الزوايا، تتصل عبر سلالم بالطابق العلوي، الذي كان له تخطيط مشابه.
كان الفناء الداخلي يحتوي على حوض مائي مستطيل في المنتصف، تتوزع على جانبيه نافورتان حجريتان على شكل أسود، وهي ميزة معمارية نادرة، توحي باستخدام الماء لأغراض علاجية واستشفائية، مثل الحمامات الطبية. كما أحاط بالفناء رواق أو معرض داخلي.
أما الواجهة الخارجية، فقد تميزت بتناسقها وجمال زخرفتها، حيث تضم مدخلًا مزخرفًا بزخارف هندسية محفورة في الطوب، تعلوه كُوّة على شكل قوس حدوة حصان، مزينة بأرابيسك نباتي، وتحمل نقشًا تأسيسيًا مكتوبًا بالخط العربي المذهب على خلفية تركوازية.

## المصير الحديث والترميم
مع مرور الزمن، تهدّم المبنى بشكل كبير، وفي عام 1843م تم هدم الجزء الأكبر منه، ثم توالت عمليات الهدم حتى عام 1984. وفي أعقاب ذلك، نُقلت النافورتان الحجريتان (على هيئة أسود) إلى قصر البرتال في قصر الحمراء، ثم أُعيد ترميمها لاحقًا ونُقلت إلى متحف الحمراء، حيث تُعرض حتى اليوم بجانب النقش التأسيسي التاريخي.